# Governo Parri
Il Governo Parri è stato il sessantaquattresimo esecutivo del Regno d'Italia, guidato da Ferruccio Parri.
Esso, nato in seguito alle dimissioni del governo precedente, è stato in carica dal 21 giugno al 10 dicembre 1945 (sebbene già dimissionario dal precedente 24 novembre), per un totale di 172 giorni, ovvero 5 mesi e 19 giorni.
Questo esecutivo è stato altresì il primo ad essere stato guidato da un membro del Partito d'Azione (Pd'A) e durante quest’ultimo sono state attuate, tramite decreto legislativo luogotenenziale, alcune importanti modifiche nei ministeri e nei commissariati generali:
- Con D.L.L. del 21 giugno 1945, n. 377 il "Ministero dell'industria, del commercio e del lavoro" fu scisso in "Ministero dell'industria e del commercio" ed in "Ministero del lavoro e della previdenza sociale";
- Con D.L.L. del 21 giugno 1945, n. 378 fu istituito il "Ministero per la ricostruzione";
- Con D.L.L. del 21 giugno 1945, n. 379 fu istituito il "Ministero per l'alimentazione";
- Con D.L.L. del 21 giugno 1945, n. 380 fu istituito il "Ministero dell'assistenza postbellica";
- Con D.L.L. del 12 luglio 1945, n. 417 fu istituito il "Commissario generale per l'igiene e la sanità pubblica", con le relative competenze successivamente trasferite con D.L.L. 31 luglio 1945, n. 446;
- Con D.L.L. del 31 luglio 1945, n. 435 fu istituito il "Ministero per la Costituente";
- Con D.L.L. del 31 luglio 1945, n. 443 fu istituito il "Ministero per la Consulta nazionale".

## Storia
Il 21 giugno 1945 giura a Roma il governo presieduto da Ferruccio Parri: governo ispirato dai movimenti della Resistenza, fondato sul Comitato di Liberazione Nazionale e guidato da un partigiano. Il governo era composto da una coalizione politica che comprendeva i partiti del Comitato di Liberazione Nazionale: il Partito d'Azione, a cui apparteneva il presidente Ferruccio Parri, il Partito Comunista Italiano, la Democrazia Cristiana, il Partito Socialista Italiano di Unità Proletaria, il Partito Democratico del Lavoro e il Partito Liberale Italiano. Il governo durò 157 giorni fino al 24 novembre 1945, dopo la quale data continuò con attività provvisorie fino al 10 dicembre.
Il 26 giugno il presidente Ferruccio Parri presentò le linee del programma di governo, basate sulla difesa della sovranità dello Stato a fronte dei due blocchi protagonisti della nascente guerra fredda, sul superamento della monarchia per arrivare a proclamare la Repubblica, su un antifascismo radicale, sul ricordo della Resistenza e dei suoi martiri, su una profonda giustizia sociale, sulla laicità dello Stato e la separazione tra Stato e Chiesa, su un lavoro per la preparazione di una Carta costituzionale, su una riforma agraria e industriale. Il progetto del governo proponeva di avviare la ricostruzione del Paese, materiale e morale.
Nei pochi mesi di governo intorno al presidente Ferruccio Parri si addossarono tutte le speranze degli italiani. La caduta del governo avvenne per influenza delle correnti politiche instauratesi all'interno della Consulta Nazionale.

## Compagine di governo

### Appartenenza politica
| Partito | Partito                                 | Presidente | Ministri | Commissari | Sottosegretari | Totale |
| ------- | --------------------------------------- | ---------- | -------- | ---------- | -------------- | ------ |
|         | Partito d'Azione                        | 1          | 4        | -          | 4              | 9      |
|         | Democrazia Cristiana                    | -          | 4        | 1          | 5              | 10     |
|         | Partito Liberale Italiano               | -          | 3        | 1          | 4              | 8      |
|         | Partito Socialista Italiano             | -          | 3        | 1          | 4              | 8      |
|         | Partito Comunista Italiano              | -          | 3        | -          | 4              | 7      |
|         | Partito Democratico del Lavoro (Italia) | -          | 3        | -          | 4              | 7      |
|         | Militare                                | -          | 1        | 1          | 1              | 3      |
|         | Indipendente (politica)                 | -          | -        | -          | 1              | 1      |

Con l’appoggio esterno di Altri Parlamentari, Ex-Parlamentari Antifascisti e Rappresentanti sindacali.

### Situazione parlamentare (dal 25 settembre 1945)
NOTA: Nonostante non si trattasse di un effettivo Parlamento, e dunque non godesse dei poteri e delle prerogative della vecchia Camera dei deputati (ancora da restaurare stabilmente dopo le ristrutturazioni fasciste), viene comunque riportata la situazione politica di questo organo legislativo in quanto simbolo di progressivo ritorno alla democrazia rappresentativa (per il tramite di rappresentanti cui il governo riponeva effettivamente la propria responsabilità politica): difatti, essendo controllata in maggioranza da membri del Comitato di Liberazione Nazionale (CLN), anche se gli accordi tra partiti politici erano nei fatti interni, dovevano comunque riflettersi e manifestarsi tramite una decisione assembleare, che l’esecutivo era, per forza di cose, comunque obbligato a rispettare pur se dubbiosamente vincolante. Per tutte queste ragioni, il grafico sottostante espone, secondo ricostruzioni e dichiarazioni, nonché secondo la composizione del governo ed anche secondo voti effettivamenti subìti, il supporto che questo poteva ottenere o ha ottenuto più a fini puramente enciclopedici e storici che pratici, tenendo conto della facile mutevolezza delle forze politiche e del contesto storico-politico.
Al momento della prima convocazione dell’organo legislativo, il 25 settembre 1945, e fino alle dimissioni dell’esecutivo:
| Camera             | Collocazione                | Partiti                                                                 | Seggi     |
| ------------------ | --------------------------- | ----------------------------------------------------------------------- | --------- |
| Consulta nazionale | Governo                     | CLN (215): Pd'A (38), DC (38), PLI (38), PSIUP (38), PCI (37), PDL (26) | 215 / 430 |
| Consulta nazionale | Appoggio esterno/Astensione | ALT (84), EX-PAF (74), SIN (47)                                         | 195 / 430 |
| Consulta nazionale | Opposizione                 | PRI (10), PDI (6), CNDL (4)                                             | 20 / 430  |

## Composizione
| Carica                                                                    | Titolare                              | Titolare                                           | Titolare                                       | Sottosegretari |
| Presidenza del Consiglio dei ministri                                     | Presidenza del Consiglio dei ministri | Presidenza del Consiglio dei ministri              | Presidenza del Consiglio dei ministri          | Sottosegretario di Stato alla Presidenza del Consiglio |
| ------------------------------------------------------------------------- | ------------------------------------- | -------------------------------------------------- | ---------------------------------------------- | --- |
| Presidente del Consiglio dei Ministri, Primo Ministro Segretario di Stato |                                       |                                                    | Ferruccio Parri (Pd'A)                         | - Giustino Arpesani (PLI) - Giorgio Amendola (PCI) |
| Vicepresidenti del Consiglio dei Ministri                                 |                                       |                                                    | Pietro Nenni (PSIUP)                           | - Giustino Arpesani (PLI) - Giorgio Amendola (PCI) |
| Vicepresidenti del Consiglio dei Ministri                                 |                                       | Manlio Brosio (PLI)                                |                                                | - Giustino Arpesani (PLI) - Giorgio Amendola (PCI) |
| Ministri senza portafoglio                                                | Ministri senza portafoglio            | Ministri senza portafoglio                         | Ministri senza portafoglio                     | Sottosegretario |
| Costituente (istitutito)                                                  |                                       |                                                    | Pietro Nenni (PSIUP) (dal 12 agosto 1945)      | Carica non assegnata |
| Consulta Nazionale (istituto)                                             |                                       |                                                    | Manlio Brosio (PLI) (dal 17 agosto 1945)       | Carica non assegnata |
| Ministero                                                                 | Ministri                              | Ministri                                           | Ministri                                       | Sottosegretario |
| Affari esteri                                                             |                                       |                                                    | Alcide De Gasperi (DC)                         | - Renato Morelli (PLI) Sottosegretario con delega per gli Italiani all'estero - Eugenio Reale (PCI) (fino al 10 agosto 1945) - Celeste Negarville (PCI) (dal 17 agosto 1945) |
| Africa Italiana                                                           | Ferruccio Parri (Pd'A) Ad interim     | Ferruccio Parri (Pd'A) Ad interim                  | Ferruccio Parri (Pd'A) Ad interim              | Carica non assegnata |
| Interni                                                                   |                                       |                                                    | Ferruccio Parri (Pd'A)                         | Giuseppe Spataro (DC) |
| Grazia e Giustizia                                                        |                                       |                                                    | Palmiro Togliatti (PCI)                        | Dante Veroni (PDL) |
| Finanze                                                                   |                                       |                                                    | Mauro Scoccimarro (PCI)                        | Enrico Paresce (PDL) |
| Tesoro                                                                    |                                       |                                                    | Marcello Soleri (PLI) (fino al 22 luglio 1945) | - Giovanni Persico (PDL) - Pietro Mastino (Pd'A) Sottosegretario con delega ai danni di guerra                                                                               |
| Tesoro                                                                    |                                       | Federico Ricci (Indipendente) (dal 31 luglio 1945) |                                                | - Giovanni Persico (PDL) - Pietro Mastino (Pd'A) Sottosegretario con delega ai danni di guerra                                                                               |
| Guerra                                                                    |                                       |                                                    | Stefano Jacini (DC)                            | - Pompeo Colajanni (PCI) - Luigi Chatrian (DC) |
| Aeronautica                                                               |                                       |                                                    | Mario Cevolotto (PDL)                          | Ernesto Pellegrino (Militare) |
| Marina                                                                    |                                       |                                                    | Raffaele de Courten (Militare)                 | - Angelo Corsi (PSIUP) Sottosegretario con delega per la Marina mercantile - Carlo Ardizzone (PDL) (fino al 15 novembre 1945)                                                |
| Agricoltura e Foreste                                                     |                                       |                                                    | Fausto Gullo (PCI)                             | Antonio Segni (DC) |
| Industria e Commercio (istituito)                                         |                                       |                                                    | Giovanni Gronchi (DC)                          | - Enzo Storoni (PLI) Sottosegretario con delega al commercio - Ivan Matteo Lombardo (PSIUP) (dal 5 luglio 1945)                                                              |
| Lavoro e Previdenza Sociale (istituito)                                   |                                       |                                                    | Gaetano Barbareschi (PSIUP)                    | Gennaro Cassiani (DC) |
| Lavori Pubblici                                                           |                                       |                                                    | Giuseppe Romita (PSIUP)                        | Giuseppe Bruno (Pd'A) |
| Poste e telecomunicazioni                                                 |                                       |                                                    | Mario Scelba (DC)                              | Mario Fano (Indipendente) |
| Trasporti                                                                 |                                       |                                                    | Ugo La Malfa (Pd'A)                            | Antonio Priolo (PSIUP) |
| Pubblica Istruzione                                                       |                                       |                                                    | Vincenzo Arangio-Ruiz (PLI)                    | - Achille Marazza (DC) - Carlo Ragghianti (Pd'A) Sottosegretario con delega per le belle arti e lo spettacolo                                                                |
| Ricostruzione (istituito)                                                 |                                       |                                                    | Meuccio Ruini (PDL)                            | Ernesto Rossi (Pd'A) (dal 5 luglio 1945) |
| Alimentazione (istituito)                                                 |                                       |                                                    | Enrico Molè (PDL)                              | Luigi Renato Sansone (PSIUP) |
| Assistenza postbellica (istituito)                                        |                                       |                                                    | Emilio Lussu (Pd'A)                            | - Mario Ferrara (PLI) - Enrico Berardinone (PCI) (dal 5 luglio 1945) |
| Alti commissariati                                                        |                                       |                                                    |                                                | |
| Sardegna                                                                  |                                       |                                                    | Pietro Pinna Parpaglia (Militare)              | Pietro Pinna Parpaglia (Militare) |
| Sicilia                                                                   |                                       |                                                    | Salvatore Aldisio (DC)                         | Salvatore Aldisio (DC) |
| Igiene e Sanità pubblica (istituito)                                      |                                       |                                                    | Gino Bergami (PLI) (dal 31 luglio 1945)        | Gino Bergami (PLI) (dal 31 luglio 1945) |
| Aggiunto                                                                  |                                       |                                                    | Nicola Perrotti (PSIUP) (dal 31 luglio 1945)   | Nicola Perrotti (PSIUP) (dal 31 luglio 1945) |

## Cronologia

### 1945
- 21 giugno - Il governo giura dinnanzi al Luogotenente.
- 15 luglio - Su pressione degli Alleati, l'Italia entra in stato di guerra contro l'Impero giapponese[8]: questa è stata l'ultima dichiarazione di guerra della storia italiana.
- 25 settembre - Viene ufficialmente riunita la Consulta nazionale, costituita pochi mesi prima.
- 21 novembre - I ministri del Partito Liberale Italiano (PLI) presentano le dimissioni per discordanze interne. Al fine di far rientrare la crisi, dunque, vengono presto intavolati nel Comitato di Liberazione Nazionale (CLN) dei negoziati tra le parti, ma questi terminano con un nulla di fatto. Nel mentre il Presidente Ferruccio Parri, in una riunione pubblica cui furono invitati anche i giornalisti italiani ed esteri, rimarcò la necessità di evitare pericolosi rimpasti, accusando anche velatamente la Democrazia Cristiana (DC) e lo stesso Partito Liberale Italiano (PLI) di star ordendo un colpo di Stato. Alcide De Gasperi, colpito da tali affermazioni e preoccupato dalle interpretazioni estere di tali accuse, fece precipitare più velocemente la situazione costringendo Parri a dimettersi dopo pochi giorni.
- 10 dicembre - Successivamente alle lunghe negoziazioni per costruire un nuovo esecutivo in seno al Comitato di Liberazione Nazionale (CLN), il Luogotenente indica Alcide De Gasperi come nuovo capo del governo. Con il giuramento del nuovo esecutivo termina ufficialmente l’esperienza di governo.